# Bernard Dorival

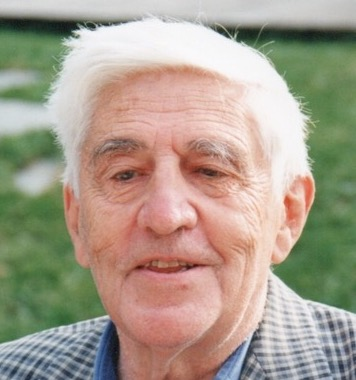
Bernard Dorival

Bernard Dorival (* 14. September 1914 in Paris; † 11. Dezember 2003 in Thiais) war ein französischer Kunsthistoriker und Kunstkritiker.

## Leben und Wirken
Bernard Dorival wurde als Sohn des Musikers André Dorival und dessen Ehefrau Suzanne geb. Beurdeley geboren. Er besuchte das Lycée Condorcet und die École normale supérieure in Paris und erlangte den Grad eines „Docteur ès lettres“.
Dorival wurde 1941 Kurator am Musée National d’Art Moderne in Paris und Lehrer an der École du Louvre. 1955 bis 1968 war er Kurator am „Musée national des Granges de Port-Royal“ in Magny-les-Hameaux und 1965 bis 1968 Direktor des Musée National d’Art Moderne im Palais de Tokyo.
1968 bis 1972 lehrte er am Centre national de la recherche scientifique. 1972 wurde er als Professor für Geschichte der modernen Kunst und die Kunst des 17. Jahrhunderts an die Universität Paris IV-Sorbonne berufen. 1983 wurde er emeritiert. Er war assoziiertes Mitglied der Royal Academy of Archaeology von Belgien.
Bernard Dorival war ab 1944 mit Claude de La Brosse verheiratet. Das Paar hatte vier Kinder Gilles, Anne, Pascal und Jérôme.

## Schriften
- (Hrsg.): Die berühmten Maler. Mazenod, Genf 1948.
- Cézanne. Aus dem Französischen von Werner Deusch. Krüger, Hamburg 1949.
- Die französischen Maler des XX. Jahrhunderts. Aus dem Französischen von Concordia Bickel. 2 Bände. Bruckmann, München.
  - Band 1: Nabis: Fauves. Kubisten. 1959
  - Band 2: Vom Kubismus zur Abstraktion. 1960.
- L’ Ecole de Paris national d’art moderne. Aus dem Französischen von Alfred P. Zeller. Droemer/Knaur, München 1962. Neuauflagen unter dem Titel L’ École de Paris: Deutsche Buch-Gemeinschaft, Berlin 1962 und 1963; Bertelsmann, Gütersloh 1970.
- Sonia Delaunay. Aus dem Französischen von Gabriele Ricke und Thomas Plaichinger. Raben, München 1985, ISBN 3-922696-51-1.